# Договор о дружбе, добрососедстве и сотрудничестве между СССР и Демократической Республикой Афганистан (1978)
 Договор о дружбе, добрососедстве и сотрудничестве между Союзом Советских Социалистических Республик и Демократической Республикой Афганистан от 5 декабря 1978 года — двусторонний межгосударственный договор, предполагавший более тесное политическое, экономическое и военное сотрудничество между СССР и Демократической Республикой Афганистан на основе близости идеологических позиций руководства обеих стран. Подписан в Москве Генеральным секретарем ЦК КПСС, Председателем Президиума Верховного Совета СССР, председателем Совета Обороны СССР Леонидом Ильичём Брежневым и Председателем Революционного совета, премьер-министром и исполняющим обязанности министра обороны Демократической Республики Афганистан, Генеральным секретарём Центрального комитета Народно-Демократической партии Афганистана Нур Мухаммедом Тараки.

## История подписания Договора
Договор о дружбе, добрососедстве и сотрудничестве между Союзом Советских Социалистических Республик и Демократической Республикой Афганистан был подписан 5 декабря 1978 года в Большом Кремлёвском дворце в присутствии членов Политбюро ЦК КПСС и членов делегации ДРА после коротких переговоров (Тараки прибыл в СССР за день до подписания договора) руководителей двух стран. Подписание произошло во время первого визита Нур Мухаммеда Тараки в СССР.
К этому моменту тесные советско-афганские отношения уже имели многолетнюю историю, между странами продолжал действовать Договор о нейтралитете и взаимном ненападении от 24 июня 1931 года, продлённый протоколом от 10 декабря 1975 года на срок до 1985 года. 14 апреля 1977 года Мухаммедом Даудом в Москве был подписан Договор о развитии экономического сотрудничества между СССР и Афганистаном до 1989 года. Помимо этого действовали Договор о режиме границы от 18 января 1958 года и ряд соглашений.
Однако Апрельская революция 1978 года, в ходе которой к власти в Афганистане пришла марксистская Народно-Демократическая партия Афганистана, существенно изменила характер афганской власти и отношения между странами. Если прежние афганские руководители видели в СССР гаранта афганского суверенитета и выгодного экономического партнёра, то Нур Мухаммед Тараки и его окружение, планировавшие радикальную модернизацию страны по советскому образцу 1930-х годов, рассматривали северного соседа как идеологического союзника, старшего партнёра в революционных преобразованиях, источник экономической и военной помощи.
Первоначально руководители СССР проявляли некоторую осторожность в отношении новых властей в Кабуле и в первые месяцы после Апрельской революции контакты на межгосударственном уровне между странами были минимальными, не поднимавшимися выше дипломатических каналов. Только 22 сентября 1978 года в Баку Л. И. Брежнев в своей речи на вручении городу Ордена Ленина впервые заявил о поддержке Демократической Республики Афганистан. После этого встал вопрос о заключении нового советско-афганского договора и в ноябре 1978 года посол СССР в Афганистане А. М. Пузанов получил из Москвы поручение обсудить с Тараки и Хафизуллой Амином вопрос о частичном расширении военно-экономического партнёрства в рамках планируемого договора. Однако Тараки и Амин запросили военной помощи и различных поставок в таком масштабе, что посол усомнился в их целесообразности. Лидеры ДРА уступили, но вскоре Хафизулла Амин заявил Пузанову, что решил искать помощи у социалистических стран и у других дружественных государств, кто бы ни согласился её предоставить. 14 ноября А. М. Пузанов сообщил об этом в Москву, где в связи с революцией в Иране проявляли всё больший интерес к Афганистану. Через три недели состоялся официальный дружественный визит Нур Мухаммеда Тараки в СССР и договор был подписан.

## Содержание договора
Состоявший из преамбулы и 15 статей договор подтверждал верность целям и принципам подписанного ещё во времена В. И. Ленина первого советско-афганского договора от 28 февраля 1921 года и Договора 1931 года, выражал решимость «укреплять и углублять нерушимую дружбу» между странами (ст.1). Он закреплял расширение сотрудничества во всех сферах, от военно-политических вопросов до спорта и туризма. Особое значение имела статья 4 договора, предусматривавшая возможность принять «соответствующие меры в целях обеспечения безопасности, независимости и территориальной целостности обеих стран», что должно было дать юридическое обоснование советской военной помощи ДРА и облегчить её осуществление. Договор был подписан сроком на 20 лет и истекал в 1999 году, однако ст.13 предполагала его пролонгацию ещё на 5 лет (до 2004 года) в случае, если ни одна из сторон не заявит о намерении прекратить его действие.
Одновременно с договором было также подписано Соглашение об учреждении постоянной советско-афганской межправительственной комиссии по экономическому сотрудничеству. 7 декабря 1978 года Тараки и Амин вернулись в Кабул убеждённые в полной личной поддержке Л. И. Брежнева и начали обсуждать с послом СССР новые заявки на предоставление помощи.
Договор был ратифицирован Верховным Советом СССР 20 апреля 1979 года и, в соответствии со ст. 15 Договора, вступил в силу после обмена ратификационным грамотами в Кабуле 27 мая 1979 года.

## Историческая роль Договора
18 декабря 1978 года Тараки выступил в Кабуле на совещании руководителей финансовых организаций и заявил, что Договор с СССР отвечает интересам обеих стран, отвечает делу обеспечения мира в Азии и во всем мире. Однако надежды обоих договаривающихся сторон на исключительно позитивные последствия нового советско-афганского договора не оправдались. Предполагавшееся идеологами КПСС превращение Афганистана во «вторую Монголию» и в стабилизирующий фактор для Центральной Азии, как и надежды афганского руководства решить все проблемы страны в кратчайший срок с помощью СССР, оказались несбыточными. В Афганистане разгоралась гражданская война и уже 18 марта 1979 года Нур Мухаммед Тараки связался по телефону с Председателем Совета министров СССР А. Н. Косыгиным и попросил ввести в ДРА Советскую армию. В этой просьбе было отказано, однако в конце 1979 года СССР всё же ввёл свои войска в Афганистан юридически обосновывая это статьёй 4 Договора о дружбе, добрососедстве и сотрудничестве и статьёй 51 Устава Организации Объединённых Наций.
Между подписанием договора и вводом советских войск (25 декабря 1979 года) прошёл всего год и 20 дней. Постепенно СССР втянулся в Афганскую войну, которая во многом повлияла на ход истории.
5 апреля 1980 года было объявлено, что высшие законодательные органы СССР и ДРА ратифицировали Договор между правительством СССР и правительством ДРА об условиях пребывания советских войск на территории Демократической Республики Афганистан, который дополнил Договор 1978 года. Ещё через 8 лет были подписаны многосторонние Женевские соглашения от 14 апреля 1988 года, в соответствии с которыми Советский Союз вывел войска из Афганистана, однако Договор 1978 года продолжал действовать и ещё более трёх лет власти в Кабуле продолжали получать советскую помощь. Перед подписанием Женевских соглашений министр иностранных дел СССР Э. А. Шеварднадзе и председатель КГБ В. А. Крючков предложили заключить с Афганистаном новый договор, который заменил бы договор 1978 года, однако Генеральный секретарь ЦК КПСС М. С. Горбачёв их идею не поддержал.
В 1991 году СССР, один из заключивших договор субъектов международного права, прекратил своё существование, а ставшая его правопреемником Российская Федерация отказалась выполнять его обязательства по договору.
Договор о дружбе, добрососедстве и сотрудничестве между Союзом Советских Социалистических Республик и Демократической Республикой Афганистан прекратил своё действие с официальным распадом СССР (25 декабря 1991 года) без заявлений о денонсации и за 8 лет до минимального срока окончания его действия.